# كين بانيستر
كين بانيستر (بالإنجليزية: Ken Bannister)‏ مواليد 1 أبريل 1960 في بالتيمور، هو لاعب كرة سلة أمريكي سابق. بدأ مسيرته الاحترافية في سنة 1984. تم اختياره من قبل فريق نيويورك نيكس خلال الدرافت. يبلغ طوله 6 قدم 10 بوصة (2.1 م). اعتزل اللعب في 2000.

## روابط خارجية
- كين بانيستر على موقع إن بي أي (الإنجليزية)
- كين بانيستر على موقع سبورتس رفرنس (الإنجليزية)
- كين بانيستر على موقع الدوري الإسباني لكرة السلة (الإسبانية)
- كين بانيستر على موقع كرة السلة الأوروبية.كوم (الإنجليزية)
- كين بانيستر على موقع كلية كرة السلة في سبورتس رفرنس.كوم (الإنجليزية)
- كين بانيستر على موقع ريلجم (الإنجليزية)
- كين بانيستر على موقع بروبوليرز (الإنجليزية)
- كين بانيستر على موقع سبورتس رفرنس (الإنجليزية)